# Istanbul Cup
L'Istanbul Cup è un torneo femminile di tennis che si gioca a Istanbul in Turchia. Fino al 2020 ha fatto parte della categoria International, per poi essere classificato come WTA 250. Fino al 2008 era giocato sulla terra rossa, ma dal 2009 la superficie di giocato è diventata il cemento, per poi tornare dal 2016 sulla terra rossa. Dal 2011 al 2013 non si è giocato poiché si giocavano i Championships di fine anno. Dal 2014 è tornato nel calendario WTA. L'edizione del 2020 inizialmente cancellata a causa della pandemia di COVID-19, è stata poi spostata a settembre. L'edizione del 2023 è stata cancellata per spostare i fondi verso le vittime e i danni causati dal terremoto.

## Albo d'oro

### Singolare
| Anno       | Categoria     | Campionessa              | Finalista            | Punteggio        |
| ---------- | ------------- | ------------------------ | -------------------- | ---------------- |
| 2005       | Tier III      | Venus Williams           | Nicole Vaidišová     | 6–3, 6–2         |
| 2006       | Tier III      | Shahar Peer              | Anastasija Myskina   | 1–6, 6–3, 7–6(3) |
| 2007       | Tier III      | Elena Dement'eva         | Aravane Rezaï        | 7–6(5), 3–0 rit. |
| 2008       | Tier III      | Agnieszka Radwańska      | Elena Dement'eva     | 6–3, 6–2         |
| 2009       | International | Vera Duševina            | Lucie Hradecká       | 6–0, 6–1         |
| 2010       | International | Anastasija Pavljučenkova | Elena Vesnina        | 5–7, 7–5, 6–4    |
| 2011- 2013 | Non disputato | Non disputato            | Non disputato        | Non disputato    |
| 2014       | International | Caroline Wozniacki       | Roberta Vinci        | 6–1, 6–1         |
| 2015       | International | Lesia Tsurenko           | Urszula Radwańska    | 7–5, 6–1         |
| 2016       | International | Çağla Büyükakçay         | Danka Kovinić        | 3–6, 6–2, 6–3    |
| 2017       | International | Elina Svitolina          | Elise Mertens        | 6–2, 6–4         |
| 2018       | International | Pauline Parmentier       | Polona Hercog        | 6–4, 3–6, 6–3    |
| 2019       | International | Petra Martić             | Markéta Vondroušová  | 1–6, 6–4, 6–1    |
| 2020       | International | Patricia Maria Tig       | Eugenie Bouchard     | 2–6, 6–1, 7–6(4) |
| 2021       | WTA 250       | Sorana Cîrstea           | Elise Mertens (2)    | 6–1, 7–6(3)      |
| 2022       | WTA 250       | Anastasija Potapova      | Veronika Kudermetova | 6–3, 6–1         |
| 2023       | Cancellato    | Cancellato               | Cancellato           | Cancellato       |

### Doppio
| Anno       | Categoria     | Campionesse                           | Finaliste                                | Punteggio         |
| ---------- | ------------- | ------------------------------------- | ---------------------------------------- | ----------------- |
| 2005       | Tier III      | Marta Marrero Antonella Serra Zanetti | Daniela Klemenschits Sandra Klemenschits | 6–4, 6–0          |
| 2006       | Tier III      | Al'ona Bondarenko Nastas'sja Jakimava | Sania Mirza Alicia Molik                 | 6–2, 6–4          |
| 2007       | Tier III      | Agnieszka Radwańska Urszula Radwańska | Chan Yung-jan Sania Mirza (2)            | 6–1, 6–3          |
| 2008       | Tier III      | Jill Craybas Ol'ga Govorcova          | Marina Eraković Polona Hercog            | 6–1, 6–2          |
| 2009       | International | Lucie Hradecká Renata Voráčová        | Julia Görges Patty Schnyder              | 2–6, 6–3, [12–10] |
| 2010       | International | Eléni Daniilídou Jasmin Wöhr          | Marija Kondrat'eva Vladimíra Uhlířová    | 6–4, 1–6, [11–9]  |
| 2011- 2013 | Non disputato | Non disputato                         | Non disputato                            | Non disputato     |
| 2014       | International | Misaki Doi Elina Svitolina            | Oksana Kalašnikova Paula Kania           | 6–4, 6–0          |
| 2015       | International | Dar'ja Gavrilova Elina Svitolina (2)  | Çağla Büyükakçay Jelena Janković         | 5–7, 6–1, [10–4]  |
| 2016       | International | Andreea Mitu İpek Soylu               | Xenia Knoll Danka Kovinić                | w/o               |
| 2017       | International | Dalila Jakupovič Nadežda Kičenok      | Nicole Melichar Elise Mertens            | 7–6(6), 6–2       |
| 2018       | International | Liang Chen Zhang Shuai                | Xenia Knoll (2) Anna Smith               | 6–4, 6–4          |
| 2019       | International | Tímea Babos Kristina Mladenovic       | Alexa Guarachi Sabrina Santamaria        | 6–1, 6–0          |
| 2020       | International | Alexa Guarachi Desirae Krawczyk       | Ellen Perez Storm Sanders                | 6–1, 6–3          |
| 2021       | WTA 250       | Veronika Kudermetova Elise Mertens    | Nao Hibino Makoto Ninomiya               | 6–1, 6–1          |
| 2022       | WTA 250       | Marie Bouzková Sara Sorribes Tormo    | Natela Dzalamidze Kamilla Rachimova      | 6–3, 6–4          |
| 2023       | Cancellato    | Cancellato                            | Cancellato                               | Cancellato        |